# 格林伍德出版集團
格林伍德出版集團（ABC-CLIO/Greenwood，Greenwood Publishing Group，簡稱GPG）是ABC-CLIO旗下的學術與教育（中學至大學）出版商。前身是1967年的成立Greenwood Press（格林伍德出版社），由古董書商與圖書管理員的哈羅德・梅森（Harold Mason）和具有貿易出版背景的哈羅德・施瓦茨（Harold Schwartz）創立。1986年收購了Praeger Publishers。1990年公司名稱從Greenwood Press（格林伍德出版社）更改為現在的Greenwood Publishing Group（格林伍德出版集團），1999年收購了Libraries Unlimited，2001年成為哈考特出版社的一部分，2007年哈考特出版社被霍頓公司收購，因此格林伍德出版集團成為霍頓・米夫林・哈考特的子公司，2008年10月1日霍頓・米夫林・哈考特與ABC-CLIO達成協議，將霍頓・米夫林・哈考特旗下的格林伍德出版集團與原屬於格林伍德出版集團的子機構轉移給ABC-CLIO。

## 外部連結
- ABC-CLIO/Greenwood home page
- Greenwood Publishing Group, Inc. page